# هنري زامبرانو
هنري زامبرانو (بالإسبانية: Henry Zambrano Sandoval) هو لاعب كرة قدم كولومبي، ولد في 7 أغسطس 1973 في Soledad, Atlántico ‏ في كولومبيا. شارك مع منتخب كولومبيا تحت 20 سنة لكرة القدم ومنتخب كولومبيا لكرة القدم. أما مع النوادي، فقد لعب مع أتلتيكو جونيور وأتلتيكو ناسيونال وأمريكا دي كالي وإل. دي. يو. كيتو وإنديبندينتي ميديلين ودي.سي. يونايتد وديبورتيس توليما وديبورتيس كوينديو وكولورادو رابيدز ولاسيرينا ونادي ميلوناريوس ونيويورك ريد بولز.

## وصلات خارجية
- هنري زامبرانو على موقع الاتحاد الدولي (مؤرشف)  (الإنجليزية)
- هنري زامبرانو على موقع الدوري الأمريكي (الإنجليزية)
- هنري زامبرانو على موقع قاعدة بيانات كرة القدم.إي يو (الإنجليزية)
- هنري زامبرانو على موقع ناشيونال فوتبول تيمز (الإنجليزية)
- هنري زامبرانو على موقع Soccerway.com (الإنجليزية)
- هنري زامبرانو على موقع عالم كرة القدم.نت (الإنجليزية)